# Augustus C. Hand
Augustus Cincinnatus Hand (* 4. September 1803 in Shoreham, Vermont; † 8. März 1878 in Elizabethtown, New York) war ein US-amerikanischer Jurist und Politiker. Zwischen 1839 und 1841 vertrat er den Bundesstaat New York im US-Repräsentantenhaus.

## Werdegang
Augustus Cincinnatus Hand wurde Anfang des 19. Jahrhunderts in Shoreham im Addison County geboren. Er verfolgte eine akademische Laufbahn. Hand studierte Jura in Litchfield (Connecticut). Seine Zulassung als Anwalt erhielt er 1828 und begann dann in Crown Point zu praktizieren. 1831 zog er nach Elizabethtown. Er war zwischen 1831 und 1839 als Vormundschafts- und Nachlassrichter (surrogate) im Essex County tätig. Politisch gehörte er der Demokratischen Partei an.
Bei den Kongresswahlen des Jahres 1838 für den 26. Kongress wurde er im 13. Wahlbezirk von New York in das US-Repräsentantenhaus in Washington, D.C. gewählt, wo er am 4. März 1839 die Nachfolge von John Palmer antrat. Er schied nach dem 3. März 1841 aus dem Kongress aus.
Man wählte ihn 1844 in den Senat von New York, wo er dann mehrere Jahre tätig war. 1847 wurde er beisitzender Richter (associate justice) am New York Supreme Court – eine Stellung, die er bis 1855 innehatte. Als Delegierter nahm er 1868 an der Democratic National Convention in New York City teil. Danach war er wieder als Anwalt tätig. Er verstarb am 8. März 1878 in Elizabethtown und wurde dann auf dem Riverside Cemetery beigesetzt.